# Parc Maisonneuve
Pour les articles homonymes, voir Maisonneuve.
Le parc Maisonneuve est un grand parc de Montréal situé dans l'arrondissement de Rosemont–La Petite-Patrie.
Il est nommé en l'honneur de Paul Chomedey de Maisonneuve, cofondateur de Montréal. Le parc est situé près du Golf municipal de Montréal, du Parc olympique de Montréal et de l'Espace pour la vie, comprenant notamment le Jardin botanique et l'Insectarium de Montréal. 
De grands spectacles y sont aussi organisés.

## Histoire

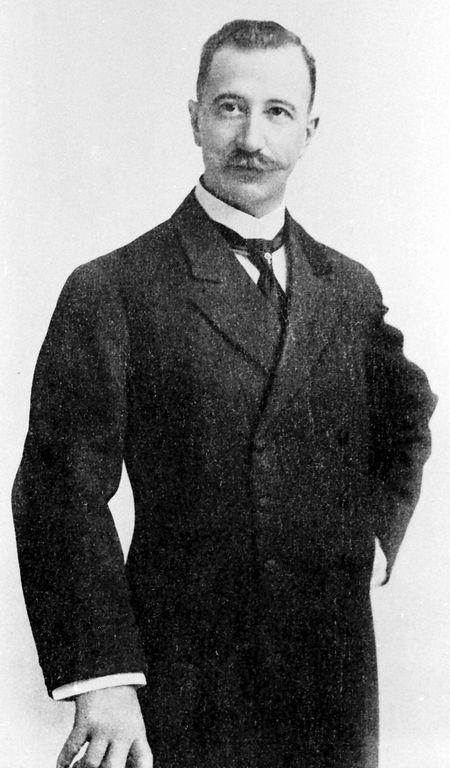
Alexandre Michaud, 1915

L'existence de cet immense parc tire son origine de la volonté des autorités de la municipalité de Maisonneuve, et plus particulièrement de son maire Alexandre Michaud, d'embellir cette ville par la création d'un boulevard (avenue Morgan) conduisant à un parc municipal. Ce programme est élaboré par l'architecte de la Ville de Maisonneuve, Marius Dufresne. Le parc est repris par l'administration montréalaise en 1926.
Le Parc a été profondément transformé dans les années 1970 avec la venue d'installations olympiques telles le Stade olympique, le vélodrome, dans cette partie sud du parc, et le village olympique, sur le site du golf municipal.

## Description
Le périmètre du parc est constitué du Boulevard Rosemont au nord, du Boulevard Pie-IX à l'ouest, du Boulevard Viau à l'est et de la rue Sherbrooke au sud. L'été, il est possible d'y faire du vélo sur une piste cyclable qui fait le tour du parc et l'hiver, des sentiers de ski de fond et de raquette y sont aménagés. Au nord-ouest du parc, près du boulevard  Rosemont, un jardin communautaire est installé depuis de nombreuses années. 

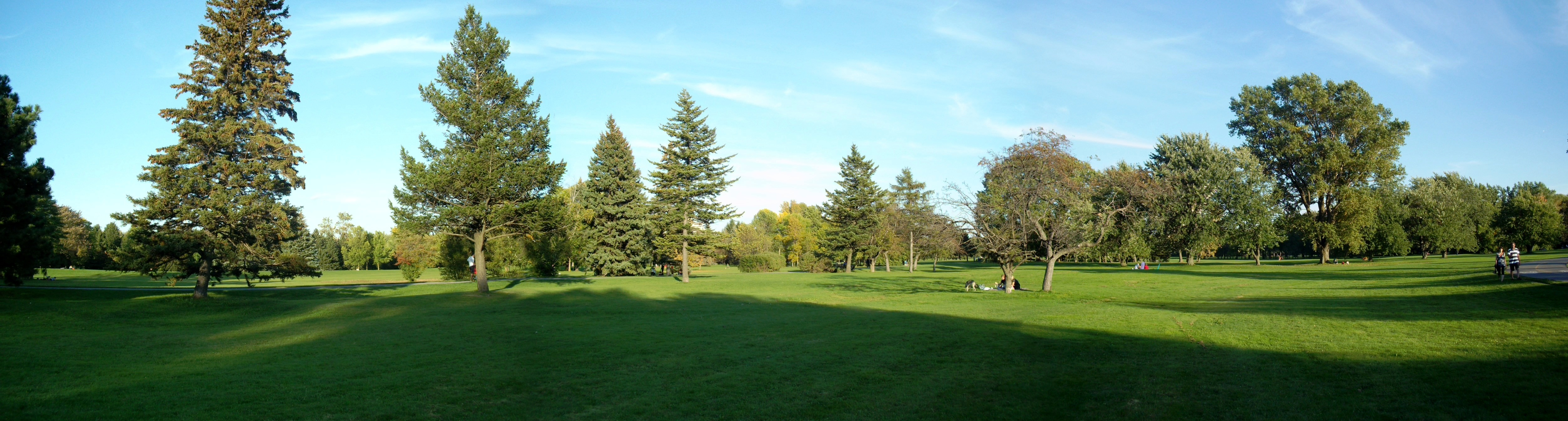
Vue panoramique du parc Maisonneuve